# 贾晓晔
贾晓晔（1968年7月2日—），生於山西省大同市灵丘县，毕业于中南工业大学财务管理专业，曾任中国中央电视台财经频道编辑，其丈夫是中共中央政治局前常委、中央政法委前书记周永康。2016年6月8日，贾晓晔因犯受贿罪、利用影响力受贿罪，被湖北宜昌市中院一审判处九年有期徒刑，并处罚金人民币一百万元；对其受贿所得赃款赃物予以追缴，上缴国库。贾晓晔当庭表示服从法庭判决，不上诉。

## 经历
贾晓晔的父亲贾丙文（也有说法称其叫“贾秉文”）上世纪70年代后期于大同市区的雁北艺校（山西省艺术学校雁北分校）工作，教授过语文、政治、艺术概论等文化课。他还曾担任学校教务处副处长、办公室副主任等职务。贾家早年很穷，贾丙文十八九岁就离开了村子到城里读书。贾从小喜欢乐曲，擅长吹拉，后被艺术专科学校录取。毕业后，贾丙文到大同市灵丘县的一个剧团工作，娶了当地一名小学音乐教师为妻，育有三个女儿。贾晓晔是家中老二，姐姐贾晓霞比她大两岁。　　　
1983年，贾晓晔进入大同二中学习，1986年毕业后考取了长沙的中南工业大学（原中南矿冶学院，2000年4月29日与长沙铁道学院和湖南医科大学合并组建成中南大学），攻读管理工程专业财务管理方向。当年的成绩单显示，贾晓晔所在的是管理工程系86级1班，学号是32号。她曾到粉冶厂实习，到采选、冶炼厂实习，也将自己的毕业论文聚焦于长沙铜铝材厂成本控制这一现实问题。1990年7月大学毕业后，贾晓晔被分配到天津华北地质勘查局工作。1995年左右进入央视经济频道（央视财经频道的前身）工作，曾在《每日财经》等多个栏目呆过，工作是栏目编导。1990年代末，在央视财经频道任职的贾晓晔经常同摄影师一起采访周永康，双方结下关系。周永康的原配王淑华死后，贾晓晔与比自己大28岁的周永康结婚。
有媒体称，贾晓晔与周永康结婚后跟着调任中共四川省委书记的周永康在四川工作，周永康进入中共中央政治局到北京工作后，贾晓晔被安排到CCTV任编导。因其相貌平平、异常低调，差点在CCTV裁员时被裁掉，周永康的一个电话才让CCTV的高层知道贾晓晔的来路。

## 家庭
丈夫：周永康，前中共中央政治局常委、中央政法委书记。于2014年7月29日被中共中央调查。姐姐：贾晓霞（1966年- ），2006年左右到加拿大，被薄启亮提拔为中石油加拿大公司副总，还曾担任加拿大中国商会执行理事等职务，是加拿大卡尔加里华人社区活跃人物。